# Resolutie 614 Veiligheidsraad Verenigde Naties
Resolutie 614 van de Veiligheidsraad van de Verenigde Naties werd unaniem aangenomen op 15 juni 1988.

## Achtergrond
Nadat in 1964 geweld was uitgebroken op Cyprus, stationeerden de VN er de UNFICYP-vredesmacht. Die vredesmacht werd sindsdien om het half jaar verlengd.

## Inhoud
De Veiligheidsraad:
- Neemt nota van het rapport van de secretaris-generaal over de VN-operatie in Cyprus.
- Bemerkt de aanbeveling van de secretaris-generaal om de macht met een periode van zes maanden te verlengen.
- Bemerkt ook het akkoord van de Cypriotische overheid voor het behoud van de macht na 15 juni 1988.
- Herbevestigt resolutie 186 (1964).

1. Verlengt de aanwezigheid van de VN-vredesmacht nogmaals met een verdere periode tot 15 december 1988.
2. Vraagt de secretaris-generaal zijn bemiddeling voort te zetten, de Veiligheidsraad op de hoogte te houden en tegen 30 november 1988 te rapporteren over de uitvoering van deze resolutie.
3. Roept alle betrokken partijen op te blijven samenwerken met de macht.

## Verwante resoluties
- Resolutie 597 Veiligheidsraad Verenigde Naties (1987)
- Resolutie 604 Veiligheidsraad Verenigde Naties (1987)
- Resolutie 625 Veiligheidsraad Verenigde Naties
- Resolutie 634 Veiligheidsraad Verenigde Naties (1989)

Lijst ·  607 ·  608 ·  609 ·  610 ·  611 ·  612 ·  613 ·  614 ·  615 ·  616 ·  617 ·  618 ·  619 ·  620 ·  621 ·  622 ·  623 ·  624 ·  625 ·  626